# David Ellerman
Pour les articles homonymes, voir Ellerman.
David P. Ellerman (né le 14 mars 1943) est un philosophe et auteur qui travaille dans les domaines de l'économie et l'économie politique, la théorie sociale, la philosophie et en mathématiques. Il a beaucoup écrit sur la démocratie sur le lieu de travail (en) basée sur un traitement moderne de la théorie de la propriété par le travail et sur la théorie des droits inaliénables en tant que droits fondés sur les capacités de facto inaliénables.

## Éducation
Il est diplômé en philosophie (premier cycle ou  undergraduate degree) du Massachusetts Institute of Technology (1965), et il a une maîtrise en philosophie des sciences (1967) et en économie (1968), ainsi qu'un doctorat en mathématiques (1971) tous de l'Université de Boston.

## Carrière
Il a été alternativement dans et hors du monde de l'enseignement en économie, mathématiques, comptabilité, informatique, et a participé à des projets de recherche dans diverses universités (1970-1990). Il a fondé et dirigé un cabinet de conseil en Europe de l'Est (1990-2), et a travaillé à la Banque mondiale de 1992 à 2003 où il a été conseiller économique auprès de l'économiste en chef (Joseph Stiglitz et Nicholas Stern). Maintenant, il est chercheur invité à l'Université de Californie à Riverside.

## Sélection de publications

### Livres
- Helping People Help Themselves: From the World Bank to an Alternative Philosophy of Development Assistance (Aider les gens à s'aider soi-même : De la Banque mondiale vers une philosophie alternative du développement). University of Michigan Press, 2005. Préface d'Albert O. Hirschman. Table détaillée des matières.  Version indienne (Asie du Sud) publiée par Tulika Press.
- Intellectual Trespassing as a Way of Life: Essays in Philosophy, Economics, and Mathematics (Intrusion intellectuelle comme mode de vie: Essais de philosophie, d'économie et de mathématiques). Lanham, MD: Rowman & Littlefield Inc. 1995. Table des matières.
- Property and Contract in Economics: The Case for Economic Democracy. (texte complet) (La propriété et le contrat en économie: la question de la démocratie économique. (texte complet) . (Le texte intégral). Cambridge MA: Basil Blackwell Inc. 1992. (édition épuisée).
- The Democratic Worker-Owned Firm. (texte complet (La firme démocratique détenue par ses travailleurs) 1990, London: Unwin Hyman Limited (HarperCollins Academic. (édition épuisée) Revu et publié en chinois sous le titre The Democratic Corporation (La Firme démocratique), 1997, Xinhua Publishing House, Beijing.
- Economics, Accounting, and Property Theory (Économie, comptabilité et théorie de la propriété). Lexington MA: Lexington Books, 1982. (édition épuisée) Precis.

### Sélection d'articles récents

#### 2010
- « Inalienable Rights: A Litmus Test for Liberal Theories of Justice » (Droit inaliénable : un test décisif pour les théories libérales de la justice), Law and Philosophy (2010) 29:571–599, 2010 DOI 10.1007/s10982-010-9076-8
- « Marxism as a Capitalist Tool » (Le Marxisme vu comme un outil capitaliste), The Journal of Socio-Economics 39 (2010) 696–700.

#### 2007
- Adjoints and Emergence: applications of a new theory of adjoint functors. (Adjoints et Emergence : application de la nouvelle théorie des foncteurs[1] adjoints. Axiomathes. 17:1 (March), 19-39.
- On the Role of Capital in “Capitalist” and in Labor-Managed Firms. (Sur le rôle du capital dans "capitaliste" et dans les firmes dirigées par leur travailleurs) Review of Radical Political Economics. Volume 39, No. 1 (Winter), 5-26.
- Helping self-help: The fundamental conundrum of development assistance. (Favoriser l'auto-assistance : l'énigme fondamentale de l'aide au développement) Journal of Socio-Economics. 36 (4): 561-77.
- MicroFinance: Some Conceptual and Methodological Problems. In What is Wrong with Microfinance? (Micro-finance : Certains problèmes conceptuels et méthodologiques, voir Qu'est-ce qui ne va pas en Micro-finance ?) Thomas Dichter and Malcolm Harper ed., London: Practical Action Publishers.

#### 2006
- A Theory of Adjoint Functors—with some Thoughts on their Philosophical Significance. (Une théorie des foncteurs adjoints et quelques réflexions sur leur signification philosophique) Dans What is Category Theory? (Qu'est-ce que la théorie des catégories ?) Giandomenico Sica ed., Milan: Polimetrica. 127-83.
- Whither Self-Management? Finding New Paths to Workplace Democracy. (Où va l'auto-management ? Trouver de nouveaux chemins pour la démocratie sur le lieu de travail) Dans Participation in the age of globalization and information. Advances in the Economic Analysis of Participatory and Labor-Managed Firms. (Participation à l'ère de la mondialisation et de l'information. Avancées dans l'analyse économique des firmes participatives et gérées par leurs travailleurs) Vol. 9. P. Kalmi and M. Klinedinst ed., Amsterdam: Elsevier: 321-55.

#### 2005
- Can the World Bank Be Fixed? Post-autistic economics review (La Banque mondiale peut-elle changer ? Réflexion économique post-autistique) (33 Sept. 14): 2-16.
- How Do We Grow?: Jane Jacobs on Diversification and Specialization. (Comment nous développons-nous ? Réflexions de Jane Jacobs sur la diversification et la spécialisation) Challenge. 48 (5 May-June): 50-83.
- The Two Institutional Logics: Exit-Oriented Versus Commitment-Oriented Institutional Designs. (Les deux logiques institutionnelles : le modèle institutionnel orienté vers l'extrant et celui orienté vers la responsabilité) International Economic Journal. 19(2 June): 147-68.
- Labour migration: a developmental path or a low-level trap? (La migration du travail : une voie de développement ou une chausse-trappe ?) Development in Practice 15 (5 August): 617-30.
- Translatio versus Concessio: Retrieving the Debate about Contracts of Alienation with an Application to Today’s Employment Contract. (Translatio versus Concessio : Rouvrir le débat sur le contrat d'aliénation dans le cadre du contrat employeur-employé) Politics & Society 33: 449-80.
- The Market Mechanism of Appropriation. (Le mécanisme d'initiation du droit de propriété[2] par le marché) Journal des Économistes et des Études Humaines. 14(4)

#### 2004
- Migration, Transition, and Aid: Three Development Themes Relevant for South-East Europe. (Migration, Transition et Aide : Trois thèmes relatifs au développement de l'Europe du Sud-Est) The Southeast European Journal of Economics and Development. 1(1): 11-53.
- Parallel Experimentation and the Problem of Variation. (Expérimentation parallèle et problème de variation) Knowledge, Technology & Policy. 16(4 Winter): 77-90.
- Autonomy in Education and Development. (Autonomie en matière d'enseignement et de développement) Journal of International Cooperation in Education. 7(1): 3-14.
- Autonomy-Respecting Assistance: Toward An Alternative Theory of Development Assistance. (Assistance respectueuse de l'autonomie : Vers une théorie alternative de l'aide au développement) Review of Social Economy. LXII(2 June): 149-68.
- Corporate Governance, Capital Theory, and Corporate Finance Theory: An Approach from Property Theory. (Gouvernance de l'entreprise, Théorie du capital et Théorie financière de l'entreprise : une approche à partir de la Théorie de la propriété) Corporate Ownership & Control. 1(4 Summer): 13-29.
- Revisiting Hirschman On Development Assistance and Unbalanced Growth. (Revisiter la pensée de Hirschman en matière d'aide au développement et de croissance déséquilibrée) Eastern Economics Journal. Vol. 30, No. 2(Spring 2004), 311-31.
- Jane Jacobs on Development. (Jane Jacobs et le Développement) Oxford Development Studies. Vol. 32 (4 Dec. 2004), 507-21.

#### 2003
- Autonomy-Respecting Assistance: Toward New Strategies for Development Assistance. (Assistance respectueuse de l'autonomie : Vers une nouvelle stratégie de l'aide au développement) In The New Partnership for Africa's Development (NEPAD): Internal and External Visions. Édité par Rachel Hayman, Kenneth King et Simon McGrath. Edinburgh: University of Edinburgh Centre of African Studies.
- Should development agencies have Official Views? (Les Agences de développement devraient-elles avoir une perspective officielle ?) Dans Development and the Learning Organization. Ed. by L. Roper, J. Pettit and D. Eade. Oxford: Oxfam GB: 40-57. (ré-impression de : Development in Practice, August 2002).
- Policy Research on Migration and Development. (Politique de recherche en matière de migration et de développement) World Bank Policy Research Working Papers(No. 3117): 1-64.
- New Bridges Across the Chasm: Macro- and Institutional-Strategies for Transitional Economies. (Nouveaux ponts par delà les divergences : Macro-stratégies institutionnelles pour les économies transitoires) Dans New Thinking in Macroeconomics: Social, Institutional, and Environmental Perspectives. Ed. by J. Harris and N. Goodwin. Northhampton MA: Edward Elgar, p. 30-50. With Joseph Stiglitz.
- On the Russian Privatization Debates: What has been Learned a Decade Later? (À propos des débats sur la privatisation en Russie : Qu'avons-nous appris au cours des dernières années ?) Challenge. May-June, 6-28.

#### 2002
- Should development agencies have Official Views? (Les agences de développements devraient-elles avoir des perspectives officielles ?) Development in Practice. 12(3&4, August 2002): 285-97.
- Helping People Help Themselves: Autonomy-Compatible Assistance. (Aider les gens à s'aider eux-mêmes : l'assistance respectueuse de l'autonomie) Dans Making Development Work. N. Hanna and R. Picciotto (eds.). New Brunswick NJ: Transaction: 105-33.
- Transforming the Old into a Foundation for the New: Lessons of the Moldova ARIA Project. (Transformer l'Ancien en une fondation pour le Nouveau : Leçons du projet ARIA en Moldavie) World Bank Policy Research Working Paper 2866. Washington DC: World Bank. With Vladimir Kreacic.
- Autonomy-Respecting Assistance. (Assistance respectueuse de l'autonomie) Dans Capacity for Development: New Solutions to Old Problems. S. Fukuda-Parr, C. Lopes and K. Malik. New York: Earthscan for UNDP: 43-60.
- Enterprise ownership, types of. (Les types de propriété d'une entrepris, Référence introduite dans : The International Encyclopedia of Business and Management, 2nd edition, 8-volume set. Edited by: Malcolm Warner, London: Thomson Learning, 1731-37.

#### 2001
- Toward a Corporate Democracy Movement. (Mouvement vers la démocratie dans l'entreprise) Perspectives on Work: Magazine of the Industrial Relations Research Association. Vol. 5, No. 2 (2001), 14-17.
- Introduction to Property Theory: The Fundamental Theorems. (Introduction à la théorie de la propriété : les théorèmes fondamentaux) Policy Research Working Paper 2692. Washington: World Bank. Une version mise à jour.
- Helping People Help Themselves: Toward a Theory of Autonomy-Compatible Help. (Aider les gens à s'aider eux-mêmes : Vers une théorie de l'aide respectueuse de l'autonomie) Policy Research Working Paper 2693. Washington: World Bank.
- Not Poles Apart: "Whither Reform?" and "Whence Reform?" (Deux problématiques liées : Réformer vers quoi ? et Réformer à partir de quoi ?) Journal of Policy Reform. Vol. 4, No. 4. 325-38. With Joseph Stiglitz.
- Lessons of East Europe's Voucher Privatization, (Leçons sur les raisons des privatisations en Europe de l'Est) Challenge. July-August, p. 14-37.